# Исландия (остров)
Исландия (исл. Ísland) — остров в северной части Атлантического океана, у Полярного круга, между Гренландией и Норвегией, принадлежит одноимённому государству. На севере остров омывается Гренландским морем, на востоке — Норвежским; на западе Датский пролив шириной 280 км отделяет его от Гренландии.
Геологически остров ближе к Американскому континенту, однако политически и историко-культурно является частью Европы.
Общая площадь острова Исландии — около 103 тыс. км². Он занимает 18-е место среди островов в мире и второе (после Британии) в Европе, будучи в то же время крупнейшим вулканическим островом на планете. Население — 321 857 человек (2013).
Почти вся территория острова представляет собой вулканическое плато с вершинами до 2 км, которое достаточно круто обрывается к океану, образуя тысячи фьордов. Средняя высота над уровнем моря — 500 м. Многочисленные действующие вулканы (Гекла, Аскья, Лаки и др.), гейзеры, горячие источники, лавовые поля покрывают почти всю территорию. Высочайшая вершина острова — пик Хваннадальсхнукюр (2109,6 м). Существенная часть поверхности — 11,8 тыс. км² — покрыта ледниками. Озёра и ледники охватывают 14,3 % территории; растительностью покрыто всего 23 %. Наиболее крупные озёра: Тоурисватн (водохранилище) (83-88 км²) и Тингвадлаватн (82 км²). Центральная часть острова — пустынный район вулканов, песчаных и лавовых полей, нагорий и ледников. Преобладают плато от 500 до 1000 м высотой. Для обитания человека пригодна лишь 1/4 территории — прибрежные низины и долины. Протяжённость острова с востока на запад составляет 480 км, а с севера на юг — 307 км.

## Геологическое образование
Остров Исландия расположен на гребне Северо-Атлантического глобального тектонического шва, вдоль которого происходит расхождение Северо-Американской и Евразийской литосферных плит.
Остров сложен мощными пластами базальтов и других лав, изливавшихся постепенно от нижнего миоцена по настоящее время, то есть на протяжении 20 млн лет. Толщина лавовых наслоений достигает 7 км.

## Вулканы
Исландия — один из наиболее активных регионов вулканической деятельности на Земле. Извержения происходят здесь в среднем раз в пять лет. На территории острова расположены действующие вулканы (Гекла, Лаки), гейзеры, горячие источники. Из-за постоянного расхождения плит на острове периодически происходят извержения вулканов и землетрясения. Извержения вулканов происходят порой не только на самом острове Исландия, но и на дне океана у его берегов, а также на мелких островках.
- В 1783 году во время извержения вулкана Лаки, расположенного на юго-западе от Ватнайёкюдля, образовался крупнейший из наблюдавшихся на Земле в историческое время лавовый поток.
- В 1963 году в результате извержения подводного вулкана возник новый остров Сюртсей, ставший самой южной точкой страны.
- В 1973 году произошло извержение вулкана на о. Хэймаэй, из-за которого пришлось эвакуировать население города Вестманнаэйяр.

Однако классические вулканы центрального типа не слишком характерны для Исландии. Здесь иной — трещинный — тип вулканизма. Ярким примером является вулкан Лаки — это даже не вулкан, а гигантская трещина в земной коре, заполненная застывшей лавой.
Гекла — самый популярный вулкан в Исландии. Её идеально правильный пологий конус хорошо виден из Рейкьявика, и для исландцев эта гора — такой же национальный символ, как для японцев Фудзияма. И так же, как в Японии, каждый год тысячи туристов стремятся подняться на её вершину и заглянуть в тёмную глубину кратера.
Потухший столетия назад вулкан Эсья виден отовсюду в Рейкьявике как длинная гора, практически целый хребет, с плоской вершиной. Народная молва утверждает, что Эсья — это окаменевшая великанша. Геологи считают, что гора образовалась из многочисленных застывших потоков лавы, которые наслаивались один на другой в течение многих веков.
Под ледником Снайфедльсйёкюдль в самой западной точке исландского полуострова Снайфедльснес находится вулкан Снайфедль.
Другие вулканы Исландии:
- Катла. Последние извержения — в 1918, 1934 и 1955 годах. Подлёдная активность приводит к интенсивному таянию льда и затоплению соседних районов талыми водами.
- Эйяфьядлайёкюдль. Считается активным. Извержения — начавшееся 21 марта 2010 (активизировалось 14 апреля 2010 года[9]), до этого — в 1821—1823 годах.

- Гримсвётн. Последнее извержение произошло 21 мая 2011 года.

## Гейзеры
С вулканической деятельностью связаны разбросанные по всей Исландии термальные источники (более 250). Сольфатары (выбросы сернистого и сероводородного газов с высокой температурой, выделяющихся из трещин земной коры) располагаются только в областях молодого вулканизма. Наиболее известный фонтанирующий источник — Вели́кий Ге́йсир (именно его название стало нарицательным для всех гейзеров). Энергия горячих источников широко используется в Исландии для обогрева домов (в таких домах живёт более 85 % населения страны), для подачи тёплой воды в плавательные бассейны и теплицы.

## Почвы
На прибрежных низменностях и невысоких плато развиты плодородные почвы, у краёв ледников часто заболоченные. Почвы Исландии отчасти минеральные, лёссового типа, отчасти болотные, обогащённые вулканическим пеплом, отчасти эоловые, пылеватые и песчаные.

## Флора и фауна
К началу массового заселения Исландии 1100 лет назад растительность покрывала 2/3 территории острова и была представлена, в основном, берёзовым лесом. Однако постепенно почти все леса были вырублены, активный выпас овец привёл к эрозии почв, и в настоящее время наиболее распространён похожий на тундру или вообще лишённый растений ландшафт, а растительностью покрыто менее 1/4 территории страны. Обширные внутренние плато почти целиком лишены растительного покрова. Естественные насаждения сохранились главным образом на юге, в горных долинах, но эти древесные растения занимают чуть более 1 % площади. Первые искусственные лесопосадки стали производиться в начале XX века. В последние годы местами созданы насаждения хвойных пород. Сейчас в стране реализуют масштабный проект по высаживанию лесов (в основном, опять же, хвойных).
Растительный мир небогат — насчитывается всего 440 видов высших растений. В составе растительности преобладают мхи и травы. Обычные растения-аборигены: армерия, карликовая ива, камнеломка, колосняк, полевица, вереск, водяника, приземистые берёзы, у которых ствол часто искривлён из-за сильных ветров, кустарниковые ивы, можжевельник. Из интродуцированных пород наиболее успешно акклиматизировались сибирская кедровая сосна, сибирская лиственница.
На острове нет пресмыкающихся и земноводных. Наземных диких млекопитающих в Исландии мало; до её заселения из таковых там обитал лишь песец, этот абориген встречается и ныне. Позже были завезены северные олени, заяц-беляк; случайно оказались занесены мыши, крысы. Встречаются также обыкновенная лисица и американская норка. Список птиц Исландии включает около 350 видов, обитающие здесь пернатые типичны для Северной Европы. Наиболее распространённая морская птица — атлантический тупик.

## Ледники
Площадь острова составляет около 103 тыс. км², из которых 11,8 тыс. км² покрыто ледниками. Самый большой покровный ледник (крупнейший по объёму не только в Исландии, но и во всей Европе) — Ватнайёкюдль — располагается на юго-востоке острова. Его площадь составляет 8300 км². Это обширное ледяное плато, «проткнутое» в восьми местах остриями потухших и действующих вулканов. Другие крупные ледниковые шапки — Хофсйёкюдль и Лаунгйёкюдль во внутренней части острова и Мирдальсйёкюдль и Эйяфьядлайёкюдль на юге (покрывают действующие вулканы). Исландские ледники — самая большая область современного оледенения в Европе.

## Береговая линия
Протяжённость береговой линии острова составляет около 4970 км. На северо-западе, севере и востоке сильно расчленена фьордами, включая заливы Фахсафлоуи, Брейда-фьорд, Иса-фьорд, Хунафлоуи, Скага-фьорд, Эйя-фьорд, Эхсар-фьорд, Тистиль-фьорд, Баккафлоуи и Вопнафьордюр. Южные и юго-западные берега песчаные, характерно отсутствие естественных гаваней.

## Крайние точки

### Остров Исландия
- Северная точка — полуостров Рифстаунги[англ.] 66°32′ с. ш. 16°11′ з. д.HGЯO
- Южная точка — мыс Кётлютаунги[исл.] 63°23′ с. ш. 18°43′ з. д.HGЯO
- Западная точка — мыс Бьяргтаунгар 65°30′10″ с. ш. 24°32′00″ з. д.HGЯO
- Восточная точка — гора Герпир[исл.] 65°04′29″ с. ш. 13°29′45″ з. д.HGЯO

### Государство Исландия
- Северная точка — остров Кольбейнсей 67°09′ с. ш. 18°41′ з. д.HGЯO
- Южная точка — остров Сюртсей 63°17′46″ с. ш. 20°36′07″ з. д.HGЯO
- Западная точка совпадает в обоих случаях
- Восточная точка — остров Хвальбакюр[англ.] 64°35′44″ с. ш. 13°16′30″ з. д.HGЯO

### Крайние высоты
- Высочайшая точка — пик Хваннадальсхнукюр (2109,6 м) 64°00′53″ с. ш. 16°40′29″ з. д.HGЯO

## История заселения Исландии
Вполне вероятно, что о существовании Исландии знали ещё в IV веке до н. э. (экспедиция Пифея из Массалии к загадочному острову Туле), но первые поселения ирландских монахов появились здесь только в начале IX столетия. Согласно записям монахов, а вели они их очень тщательно, на острове не было найдено никаких следов древних поселений. Ирландские монахи были вытеснены из Исландии викингами, появившимися там в 874 году. Тогда же Ингольфр (Ингольф) Арнарсон, викинг из Западной Норвегии, основал со своими людьми сегодняшнюю столицу Исландии Рейкьявик.